# アナトーリー・バランケヴィッチ
アナトーリー・バランケヴィッチ（ロシア語: Анатолий Константинович Баранкевич、1959年12月10日 - ）は、ロシア連邦、南オセチア共和国の軍人。ロシア連邦軍の最終階級は大佐、南オセチア共和国軍の中将。元国防相、安全保障会議書記。

## 経歴
カリーニングラード出身。1977年、ウスリースク・スヴォーロフ軍事学校（幼年学校）、1981年、極東諸兵科共通指揮学校（士官学校）、1989年、フルンゼ名称軍事アカデミーを卒業。
シベリア軍管区、アフガニスタン、ドイツ駐留ソ連軍、沿ヴォルガ及び北カフカーズ軍管区で勤務。第1次チェチェン戦争と第2次チェチェン戦争に従軍。
2004年6月、大佐の階級でロシア連邦軍を退役し、同月、南オセチアに移り、エドゥアルド・ココイトゥイ大統領により国防相に任命された。
2004年夏のオセチア・グルジア紛争時、バランケヴィッチは、和平条約違反としてグルジアを非難した。2005年、中将の階級を授与。
2006年9月3日、グルジア国防相イラクリー・オクルアシュヴィリが搭乗したヘリが、南オセチアの防空部隊により銃撃される事件が発生した。バランケヴィッチは、ヘリが先に機関銃で銃撃を始めたため、応戦したにすぎないと強調した。
2006年12月11日、国防相を退任し、安全保障会議書記に任命。
2008年、ココイトゥイ大統領と対立し、安全保障会議書記を解任。